# Ben Mansour (Kénitra)
Ben Mansour (en arabe : بنمنصور) est une commune marocaine située dans la province de Kénitra en région Rabat-Salé-Kénitra. Elle projette une population de 53 524 habitants en 2024.

## Géographie

### Localisation
Ben Mansour se situe au centre de la province de Kénitra. Elle borde le fleuve du Sebou et se situe à une trentaine de kilomètres de Kénitra. Son territoire a un accès direct à l'Atlantique.
|                  | Bahhara Ouled Ayad                 |                                       |
| Océan Atlantique | Ben Mansour                        | Soukk Tlet Al Gharb / Sidi Allal Tazi |
|                  | Sidi Muhammad Ben Mansour/ Mograne |                                       |

### Climat
Ben Mansour possède un climat méditerranéen selon la classification de Köppen-Geiger.

## Voies de transport
La commune est traversée principalement par la A5 (autoroute).

## Démographie et chiffres

### Population
Le recensement de la population marocaine est effectué tous les 10 ans et les résultats sont publiés par le Haut-commissariat au plan du Royaume du Maroc.
| Année             | 2014   | 2024   |
| ----------------- | ------ | ------ |
| Population totale | 43 822 | 53 524 |

### Structure de la population
- Homme (52,4 %)
- Femme (47,6 %)

Les informations dans les tableaux et les diagrammes ci-dessous ont été recensé en 2024.
| Genre | Population | Part (en %) |
| ----- | ---------- | ----------- |
| Homme | 28 044     | 52.4        |
| Femme | 25 480     | 47.6        |
| Total | 53 524     | 100         |

- 0-15 ans (34,9 %)
- 16-59 ans (57 %)
- 60+ ans (8,1 %)

| Tranche d'âge | Population | Part (en %) |
| ------------- | ---------- | ----------- |
| 0-15 ans      | 18 680     | 34.9        |
| 16-59 ans     | 30 509     | 57          |
| 60+ ans       | 4 335      | 8.1         |
| Total         | 53 524     | 100         |

### Conditions d'habitat
En 2024, on recense 9 027 ménages, soit une moyenne d'environ 5,9 habitants/ménage.
Parmi eux, on trouve principalement 85,3% de logements type rural, 13,1% logements de type maison marocaine et 1,3% de maisons sommaires.
97,5% des foyers ont accès à l'électricité tandis que 12,7% d'entre eux ont accès à l'eau courante.